# Otto von Mülmann
Ehrenreich Otto Karl Kosak von Mülmann (* 15. Juni 1813 in Colbitz, Königreich Westphalen; † 9. März 1868 in Düsseldorf) war ein preußischer Beamter der Königlichen Regierung Düsseldorf, Statistiker und Autor.

## Leben
Mülmann entstammt einer am 30. Dezember 1767 in den Reichsadelsstand nobilitierten Familie aus dem Bergischen. Er war nachgeborener Sohn des preußischen Oberforstmeisters und Regierungsbeamten Friedrich Karl Ludwig von Mülmann (1775–1857) aus dessen Ehe mit Johanne Sophie Luise Hartig (1779–1815), einer Schwester des Forstwissenschaftlers Georg Ludwig Hartig. Er promovierte zum Dr. phil und wurde 1837 Referendar der Königlichen Regierung in Düsseldorf. Dort freundete er sich mit dem Regierungsrat und Statistiker Georg von Viebahn an. 
Als Regierungsassessor in Berlin heiratete er am 23. November 1843 Pauline Blessow, die kinderlos verstarb. In zweiter Ehe heiratete er am 30. Juni 1857 in Mönchengladbach Marianne Bölling (1828–1898), eine Tochter des Bankiers Johann Peter Bölling (1773–1857), die die Töchter Marianne (* 1863, ab 1882 Ehefrau des preußischen Majors Arthur von Barby) und Johanna (1865–1956, ab 1889 Ehefrau des preußischen Obersten Lothar von Bernuth) bekam. Durch seine Schwester Emilie Auguste von Mülmann (1805–1884) war er ab 1833 Schwager des Düsseldorfer Historienmalers Karl Ferdinand Sohn, durch seine Schwester Sophie Pauline von Mülmann (1811–1887) ab 1838 Schwager des Düsseldorfer Genremalers Rudolf Jordan.
In seiner Berliner Assessorenzeit engagierte sich Mülmann im Verein zur Beförderung des Gewerbefleißes in Preußen und im Centralverein für das Wohl der arbeitenden Klassen, wo er 1844 in dessen Ausschuss gewählt wurde. Spätestens 1850 war Mülmann als Regierungsrat der Königlichen Regierung Düsseldorf für Gewerbeangelegenheiten tätig. Als Vorsitzender einer Bezirkskommission sammelte und prüfte er ab Sommer 1850 Anmeldungen für Gegenstände, die auf der Londoner Industrieausstellung 1851 ausgestellt werden sollten. Nachdem sich der Eindruck eingestellt hatte, dass die gestiegene Bedeutung westdeutscher Erzeugnisse auf dieser Weltausstellung nicht ausreichend zur Geltung gekommen war, organisierte er mit Unterstützung des Düsseldorfer Oberbürgermeisters Ludwig Hammers bis 1852 die Provinzial-Gewerbe-Ausstellung für Rheinland und Westphalen. In den Jahren 1864 bis 1867 verfasste er als Fortsetzung eines Werks seines „väterlichen Freundes“ Viebahn in amtlichem Auftrag eine zweibändige Statistik des Regierungs-Bezirks Düsseldorf, zu der verschiedene andere Autoren Beiträge verfassten, unter anderem Ernst Heinrich von Dechen, Eduard Nobiling und Anton Fahne.
Der Neffe Friedrich von Mülmann (* 1856) wurde königlich preußischer Generalleutnant, der Neffe Otto von Mülmann (* 1861) wurde Rittergutsbesitzer in Cabel, Landkreis Calau, und der Neffe Paul von Mülmann (1867–1953) erreichte den Dienstgrad Oberst.

## Schrift
- Statistik des Regierungs-Bezirks Düsseldorf. (= Gewerbe-Statistik von Preussen, Teil 3, 1–3) Verlag von Julius Baedeker, Band 1 (Iserlohn 1864, Digitalisat 1, Digitalisat 2, Digitalisat 3), Band 2, 1. Hälfte (Iserlohn 1865, Digitalisat 1, Digitalisat 2, Digitalisat 3), Band 2, 2. Hälfte (Iserlohn 1867, Digitalisat 1, Digitalisat 2, Digitalisat 3).